# توبسي ترفي (فلم)
توبسي ترفي  (بالإنجليزية: Topsy-Turvy) هو فيلم كوميدي تم إنتاجه في المملكة المتحدة وصدر في سنة 1999.

## بطولة
- جيم برودبنت
- تيموثي ليونارد سبال

## الميزانية والإيرادات
بلغت تكلفة إنتاج الفيلم حوالي 20 مليون دولار بينما حقق أرباحا تقدر بـ 6,201,757 دولار.

### ترشيحات وجوائز
| السنة | الحدث  | الفئة               | النتيجة  |
| ----- | ------ | ------------------- | -------- |
|       | أوسكار | أفضل مستحضرات تجميل | فـــــوز |

## وصلات خارجية
- مقالات تستعمل روابط فنية بلا صلة مع ويكي بيانات